# Alfred Reucker
Hermann Alfred Reucker (* 30. März 1868 in Ründeroth; † 14. Dezember 1958 in Dresden) war ein deutscher Inspizient, Schauspieler, Regisseur und Generalintendant.

## Leben

### Jugendzeit und erste Engagements
Nach den Vorstellungen seines Vaters, eines Hoteliers, sollte Reucker Jurist werden. Bereits auf der Schulbank entschied er sich für das Theater. Man fand ihn als erstes in Wien, wo er unter anderem eine private Schauspielausbildung absolvierte. Es folgte 1885 sein Debüt als Schauspieler am Sulkowskitheater am gleichen Ort. Im selben Jahr noch wirkte er am Sommertheater Zoppot (heute Sopot) als Schauspieler, Sänger, Inspizient und Bürohilfe. Weitere Stationen sind:
- 1885–1895 das Stadttheater Danzig als Inspizient, Schauspieler sowie ab 1893 auch als Regisseur, wo er das Theater mit allen Zweigen kennenlernt, sowie
- 1895–1901 auf Empfehlung der Schauspielerin Agnes Sorma das Königlich Deutsche Landestheater Prag unter dem Intendanten Angelo Neumann als Schauspieler und Oberregisseur/Oberspielleiter. Hier boten sich ihm vielfältige Möglichkeiten zu seiner Entwicklung und er konnte bedeutende Schauspieler, Sänger wie Dirigenten kennenlernen. Angelo Neumann wurde seine Leitfigur. Reucker übernahm von ihm viele Ideen, insbesondere seine Wagnerkonzeptionen.

### Ära Zürich: 1901 bis 1921
1901 empfahl ihn Angelo Neumann als Direktor an die Vereinigten Theater in Zürich (Stadttheater und Pfauentheater) als Intendanten. Die sogenannte „Ära Reucker“ in Zürich zeichnete sich unter anderem durch eine exzellente Ensemblezusammensetzung, eine vielseitige Repertoiregestaltung (auch von Ur- und Erstaufführungen) sowie eine bis dahin nicht gekannte Aufwertung der Regie und Ausstattung aus. Mit seinem Amtsantritt verzichtete er auf darstellerische Bühnentätigkeit.
Durch ihn wurde Zürich zum Sprungbrett für Nachwuchskünstler wie Alexander Moissi, Gertrud Eysoldt, Elisabeth Bergner und Paul Hartmann. Sein Arbeitseifer und seine Besessenheit verbunden mit einem strengen Probenbetrieb brachte Reucker durch seinen damaligen Kapellmeister Max Conrad den in der Theaterwelt bekannten Spitznamen „Probenalfred“ ein.
In Zürich heiratete er 1903 die Sängerin Bertha Trebess.
Reucker wird auf Grund seiner Verdienste für die Zürcher Theater aus Anlass der Einweihung des neuen Hauptgebäudes der Universität Zürich am 18. April 1914 die Ehrendoktorwürde der philosophischen Fakultät verliehen. Die Kurzfassung der Begründung lautet:

„Der mit nie versagender Arbeitslust und tiefem Empfinden für wahre dramatische Kunst die beiden Zürcher Theater zu einer anerkannten Pflegestätte und Schule des Schauspiels und der Oper gemacht hat.“

Mit seiner Inszenierung von Shakespeares Wie es euch gefällt und anschließenden Gastspielen in Süddeutschland und Wien hatte Reucker 1917 auf sich und seine Hauptdarstellerin Elisabeth Bergner aufmerksam gemacht und sich für weitreichende Aufgaben empfohlen. Reucker hat bei der Gestaltung des Bühnenraumes eine Lösung gefunden, die einen schnellen Schauplatzwechsel ermöglichte, wobei er die Shakespeare- und die Illusionsbühne verknüpfte.
Ein Entschluss des Verwaltungsrats des Pfauentheaters, dieses auf die Saison 1921/1922 aus finanziellen Gründen in Pacht abzugeben, war entscheidend für Reuckers Rücktritt.

### Ära Dresden: 1921 bis 1933

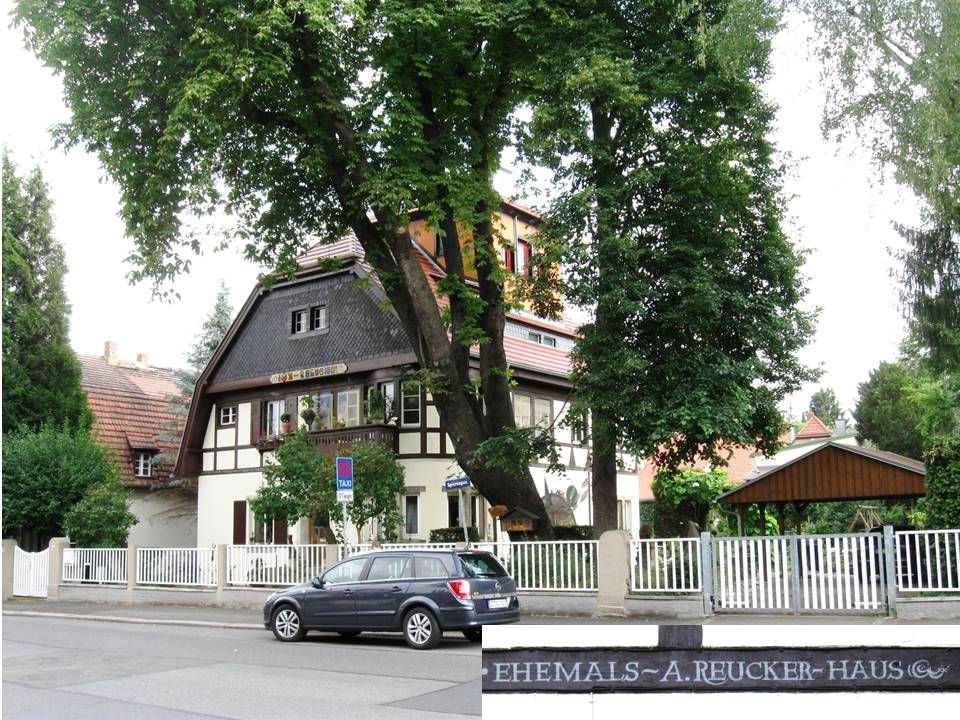
Ehemaliges Alfred-Reucker-Haus – Spitzwegstraße 60, Dresden, Ortsteil Leubnitz-Neuostra, 2015; Die Inschrift befindet sich auf dem Holzbalken zwischen Erdgeschoss und 1. Etage.

1921 Berufung zum Generalintendanten der Sächsischen Staatstheater Dresden als Nachfolger von Nikolaus Graf von Seebach. Reucker war sich klar darüber, dass von ihm erwartet wurde, nämlich „die äußerst unerfreulich gewordenen Verhältnisse an den sächsischen Staatstheatern wieder zu alten Einordnung zu bringen.“
Hervorzuheben ist Reuckers Regie von Ferruccio Busonis Oper Doktor Faust. Die Uraufführung am 21. Mai 1925 konnte als internationales Musikereignis gelten. Allen Mitwirkenden, unter ihnen Fritz Busch als Generalmusikdirektor und der Regisseur, wurde uneingeschränktes Lob zuteil. So kann Hans Schnoor 1927 schreiben: „Man sieht sich von Dresden aus um in der Welt des deutschen Operntheaters und findet nichts, was in gleicher Weise ein Streben nach bewusst neuartiger Spielplancharakteristik bewiese […] es ist überall dasselbe: fast ein Abklatsch des Dresdner Spielplanes.“ Und Reuckers Frankfurter Intendantenkollege Richard Weichert attestiert, dass „er (Reucker) das beste deutsche Ensemble und eine technisch herrliche Bühne besitzt.“ Weiterhin bedeutend sind seine Inszenierungen von Wagners Parsifal am 14. Februar 1930 und Bizets Carmen 1931.
1932/33 bemühte sich Reucker auch, das Festspielhaus Hellerau wieder als musikalische Aufführungsstätte zu beleben. Anlässlich der Neustädter Woche 1932 wurde die Iphigenia in Aulis von Christoph Willibald Gluck unter der Regie von Alexander Schum und der musikalischen Leitung von Fritz Busch mit großem Erfolg aufgeführt.
Sein Wirken in Dresden von 1921 bis 1933 umfasst somit eine bedeutende Epoche des Dresdner Theaterlebens. Auf musikalischem Gebiet sind es die Weiterentwicklung der Dresdner Richard-Strauss-Pflege, die Hellerauer Festspiele und die Verpflichtung des genialen Dirigenten Fritz Busch gewesen, die der Dresdner Oper Profil gegeben haben. Im Schauspiel war es einmal seine persönliche Freundschaft mit Gerhart Hauptmann, zum anderen aber die Pflege der jungen Dramatiker Ernst Toller und Friedrich Wolf.

### Die Zeit nach 1933

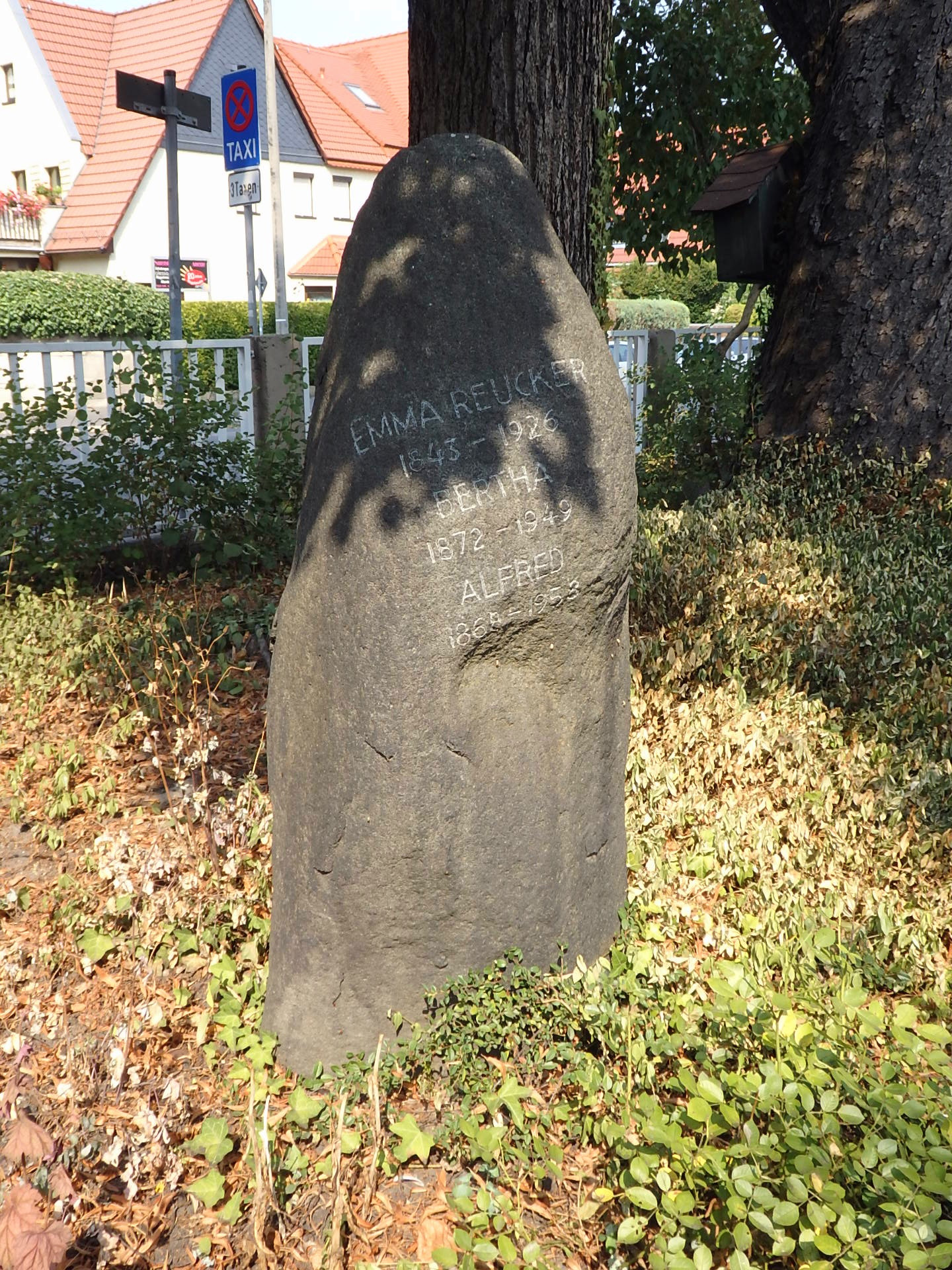
Grab von Alfred Reucker, seiner Mutter und seiner Frau neben dem Haus. Die Inschriften lauten: Emma Reucker 1843–1926, Bertha 1872–1949, Alfred 1868–1958. Unmittelbar rechts neben dem Grabstein befindet sich Reuckers Büste von Edmund Moeller.

Am 8. März 1933 nach der Machtergreifung Hitlers erfolgte die Amtsenthebung Reuckers zusammen mit Dramaturg Karl Wollf. Generalmusikdirektor Fritz Busch musste bereits am Vorabend seinen Platz räumen. Allein die Amtsenthebung Reuckers wurde im Herbst 1933 in eine Pensionierung abgemildert. Damit scheiterte auch die Fortführung einer Bespielung des Festspielhauses in Dresden-Hellerau.
Bis zum Kriegsende im Mai 1945 zog er sich ganz ins Privatleben zurück und betrat in dieser Zeit keinen Dresdner Bühnenraum mehr. Er lebte von schriftstellerischer Tätigkeit, arbeitete vor allem an einem Manuskript, in dem er die Erinnerungen aus 50 Jahren Theaterleben niederlegte. Außerdem arbeitete er viele Stunden in seinem Garten. Er sollte 1945 wieder zum Generalintendanten ernannt werden. Seiner geschwächten Gesundheit wegen konnte er dem Rufe nicht nachkommen, half aber dennoch beim Wiederaufbau der Dresdner Staatstheater mit Rat und Tat.
In den Jahren 1946 bis 1948 lud er wöchentlich in sein Haus mit einer umfangreichen Bildergalerie in Dresden-Leubnitz, Spitzwegstraße 60, Theaterleute und Kulturinteressierte aller Bereiche zu Lese-Abende ein. Er war Ehrenvorsitzender der Kreisleitung Dresden Stadt der Deutschen Volksbühne.
Er starb am 14. Dezember 1958 in seiner Wahlheimat Dresden und wurde in aller Stille in seinem Garten beigesetzt. Er gehört unstrittig zu den großen Intendantenpersönlichkeiten des deutschen Theaters.

## Ur- und Erstaufführungen
- Schauspiel-Uraufführungen in Zürich
  - Ernst Zahn: Josepha (1901)
  - Emanuel von Bodman: Der Fremdling von Murten (1908) und Donatello (1919)
  - Konrad Falke: Caesar Imperator (1911)
  - Robert Faesi: Die offenen Türen (1911) und Odysseus und Nausikaa (1913)
  - Frank Wedekind: Schloss Wetterstein (1917)
  - Stefan Zweig: Jeremias (1918)
- Opern-Uraufführungen in Zürich
  - Georg Haeser: Hadlaub (1903)
  - Hans Jelmoli: Sein Vermächtnis (1904)
  - Othmar Schoeck Erwin und Elmire (1916) und Don Ranudo (1919)
  - Ferruccio Busoni: Arlecchino oder Die Fenster und Turandot (beide 1917 unter der musikalischen Leitung des Komponisten)
  - Alexander Savine: Ksenia (1919)
- Schweizer Erstaufführungen in Zürich
  - Richard Strauss: Salome (1907)
  - Peter Tschaikowski: Eugen Onegin (1909)
  - Giacomo Puccini: Madama Butterfly (1909)
  - Giuseppe Verdi: Don Carlo (1911)
  - Richard Wagner: Parsifal (1913)
- Opern-Uraufführungen in Dresden
  - Ferruccio Busoni: Doktor Faust (1925)
  - Paul Hindemith: Cardillac (1926)
  - Paul Graener: Hanneles Himmelfahrt nach Gerhart Hauptmann (1927[13])
  - Heinrich Kaminski: Jürg Jenatsch (1929)
  - Othmar Schoeck: Penthesilea (1927) und Vom Fischer un syner Fru (1930)
  - Richard Strauss: Intermezzo (1924), Die ägyptische Helena (1928) und Arabella (1. Juli 1933). Letztere Oper hat der Komponist Fritz Busch und Alfred Reucker gewidmet.[14] Infolge ihrer Amtsenthebung am 7. März 1933 konnten sie nicht an der Premiere teilnehmen.

## Auszeichnungen
- Ehrendoktor (Dr. Phil. h. c.) der Universität Zürich 1914
- Ehrenmitglied der Staatstheater Dresden 1948 anlässlich seines 80. Geburtstages[15]
- Berufung zum Professor der Hochschule für Musik Carl Maria von Weber Dresden aus gleichem Grunde.[15]